# Văn Lý
Văn Lý là một xã thuộc huyện Lý Nhân, tỉnh Hà Nam, Việt Nam.

## Địa lý
Xã Văn Lý nằm ở phía tây bắc của huyện Lý Nhân, hai mặt phía tây và phía nam được bao bọc bởi sông Châu Giang- một phân lưu cũ của sông Hồng, ranh giới tự nhiên của 3 huyện: Lý Nhân, Bình Lục và Duy Tiên.
Văn Lý nằm ở vị trí trung tâm đồng bằng Bắc bộ, cách thủ đô Hà Nội 59 km (theo đường quốc lộ) về phía đông nam, cách thành phố Phủ Lý 14 km về phía đông, cách thành phố Hưng Yên 15 km về phía tây nam và cách thành phố Nam Định 30 km về phía tây bắc.
Bản đồ xã Văn Lý 
:
Vị trí địa lý:
- Phía bắc giáp xã Hợp Lý, huyện Lý Nhân.
- Phía đông giáp xã Chính Lý, huyện Lý Nhân,
- Phía tây và phía nam giáp giáp sông Châu, đối diện là các xã Đọi Sơn và xã Tiên Phong, huyện Duy Tiên, xã Bình Nghĩa, huyện Bình Lục

## Hành chính
Xã Văn Lý gồm 6 thôn: Quan Thượng, An Lạng, Tả Hà, Quan Hạ, Văn Quan, Quan Trung (bao gồm cả xóm Vạn Nghệ).

## Kinh tế
Văn Lý là một xã thuần nông, nhưng diện tích ruộng đất bình quân đầu người thuộc vào hạng thấp của tỉnh Hà Nam. Phần lớn đất tự nhiên phía tây và phía nam của xã dọc theo sông Châu là nền đất bồi cao hơn, tạo nên các vườn cây ăn quả, cây công nghiệp và khu dân cư tập trung. Phía đông có nền đất thấp hơn làm ruộng cấy.
Văn Lý là vùng đất chuyên canh chủ yếu cây công nghiệp như mía và các loại cây công nghiệp ngắn ngày. Đây cũng là vùng có nghề dâu tằm tơ (trồng dâu, nuôi tằm, ươm tơ, dệt vải), đem lại thu nhập cao hơn nhiều lần so với trồng lúa.
Trước đây, Văn Lý nổi bật với đặc sản Quýt Hương thơm ngon có tiếng miền Bắc. Hiện nay giống cây được trồng trong các vườn chủ yếu là hồng xiêm.
Ngành nghề thủ công truyền thống: Nghề mây tre đan đã có từ lâu đời tạo việc làm cho hàng trăm người. Thúng Quan Hạ nổi tiếng với độ bền cao, mẫu mã đẹp. 
Hiện nay, xã đang phát triển các xưởng dệt may gia công, giải quyết được nguồn lao động nông nhàn, tăng thêm nguồn thu nhập ổn định cho bà con nông dân, tạo tiền đề cho sản xuất công nghiệp.

## Văn hóa, giáo dục
Văn Lý là một xã có truyền thống hiếu học và có phong trào khuyến học, khuyến tài hoạt động tốt. 
Xã có một trường tiểu học, trường trung học cơ sở, trường mầm non đã đạt trường chuẩn quốc gia.
Nhiều người con quê Văn Lý đã từng giữ các trọng trách trong bộ máy hoạt động của các cấp Bộ, ngành.
Văn Lý còn là nơi sơ tán của các đơn vị Bộ đội phòng không, Trại điều dưỡng thương binh Nam Hà và trường Trung cấp Bưu điện trung ương. Văn Lý là quê hương thứ hai của hàng trăm học sinh K8 từ xã Vĩnh Lâm, huyện Vĩnh Linh ra sơ tán trong thời kỳ đế quốc Mỹ ném bom phá hoại miền Bắc (1964- 1972), tiếp tục học tập và tu dưỡng để sau đó trở về xây dựng lại quê hương sau chiến tranh. Trong số những học sinh này, nhiều người đã trở thành những cán bộ nòng cốt trên mọi lĩnh vực trên quê hương mình. Họ đã tổ chức nhiều đợt hành hương về thăm lại nơi mà họ đã được đùm bọc, nuôi dưỡng, trưởng thành, nơi chứa đầy những kỷ niệm của tuổi ấu thơ.
Văn Lý là xã có phần lớn đồng bào theo đạo Phật. Ngoài ra còn có một số ít hộ gia đình theo đạo Thiên chúa.
Các công trình kiến trúc văn hóa như đình, chùa, nhà thờ,... đã được xây dựng theo các đơn vị làng từ cách đây hàng trăm năm. Nhiều công trình đã được nhân dân đóng góp tu bổ tôn tạo trong thời gian gần đây như: đình chùa thôn Quan Trung, chùa và nhà thờ Văn Quan. Các công trình khác cũng đang được duy tu, bảo tồn, đảm bảo tốt cho các sinh hoạt tâm linh của người dân địa phương và tham quan, du lịch.

## Giao thông
Trục đường giao thông bộ đi qua xã- đường tỉnh 972 chạy dọc theo sông Châu đã được thảm nhựa với chiều dài 5 km từ đập Phúc, nối từ Quốc lộ 37B đi thị trấn Vĩnh Trụ và qua đập Quan Trung nối với đường tỉnh 491 đi thành phố Phủ Lý. Hiện xã đã và đang nâng cấp các đường thôn theo tiêu chí nông thôn mới, bê tông hóa kiên cố với phương châm Nhà nước và nhân dân cùng làm.
Văn Lý nằm cạnh quốc lộ 38B về phí đông, quốc lộ 37B về phía tây theo hướng bắc -nam, còn theo hướng tây- đông là đường nối cao tốc Hà Nội- Hải Phòng với cao tốc Bắc Nam từ cầu Hưng Hà và cầu Thái Hà đi nút giao Liêm Tuyền.
Giao thông thủy trên sông Châu vài chục năm trước đây phát triển rất mạnh. Văn Lý đã từng có đội thuyền vận tải thủy Vạn Nghệ lớn nhất huyện Lý Nhân, chuyên chở vật liệu xây dựng và nông sản đi khắp trong và ngoài tỉnh. Hiện nay, sau khi công trình cải tạo Tắc Giang, mở cống Phúc và cống Phủ Lý đã hoàn thành, việc nạo vét và nối lại giao thông đường thủy từ sông Hồng sang sông Đáy đi qua sông Châu, trả lại chức năng cho sông Châu mà xưa kia đã từng là huyết mạch giao thông và du lịch của vùng đồng bằng Bắc bộ.

## Nhân vật
- Mai Tiến Dũng, Ủy viên Trung ương Đảng, Phó Bí thư Tỉnh ủy, Chủ tịch ủy ban nhân dân Tỉnh Hà Nam nhiệm kỳ 2011 - 2016. Bộ trưởng - Chủ nhiệm Văn phòng Chính phủ (2016 - 2021).
- Vũ Thuật Trung tướng phó tổng cục trưởng, Tổng cục hậu cần kỹ thuật bộ Công an.

## Thôn Văn Quan
Văn Quan hiện nay là một làng của xã Văn Lý, huyện Lý Nhân, tỉnh Hà Nam.
Trước đây, tên cổ của làng thời Trần là Văn Lan, Quan Lan, phủ Lỵ Nhân, trấn Sơn Nam. Tên gọi này được lưu lại trên các bia đá thời Tây Sơn (1788- 1802), cho đến thời nhà Nguyễn thì được gọi là Văn Quan.
Theo sách "Hà Nội địa bạ" năm Tự Đức thứ 19 (1866) và sách "Đồng Khánh địa dư chí"- Nhà xuất bản Thế giới 2003, trang 77, thời vua Đồng Khánh, (1886- 1888), xã (thôn ngày nay) Văn Quan thuộc tổng Ngô Khê, huyện Nam Xương, phủ Lý Nhân, tỉnh Hà Nội. Tổng Ngô Khê gồm 10 xã: 1. Ngô Khê, 2. Cát Lại (Cát Lợi hay Cát Lãn), 3. Quan Quan Thượng,  4. Quan Quan Hạ, 5. Văn Quan, 6. Để Trụ, 7. Thái Đường, 8. Tiền Đường, 9. Quan Quan Trung, 10. Yên Lãng.
Ngày 21-3- 1890, Toàn quyền Đông Dương ra Nghị định thành lập và điều chỉnh lại địa giới một số tỉnh, huyện, tổng,... Xã Văn Quan khi đó thuộc tổng Văn Quan, huyện Nam Xương, phủ Liêm Bình, tỉnh Nam Định. Ngày ngày 20 tháng 10 năm 1890, theo Nghị định số 569, tỉnh Hà Nam được thành lập, gồm 5 huyện của phủ Lý Nhân: Thanh Liêm, Kim Bảng, Bình Lục, Duy Tiên và Nam Xương.
Tổng Văn Quan bao gồm các xã: Chỉ Trụ, Phúc Châu, Thượng Châu, Quan Thượng, An Lạng, Quan Hạ, Văn Quan, Quan Trung, xóm Thái Đường (xã Công Lý, Lý Nhân ngày nay) và xóm Nam Hưng (nay thuộc xã Yên Nam (huyện Duy Tiên).
Trong cuộc kháng chiến chông thực dân Pháp (năm 1949), tổng Văn Quan được chia thành hai xã: Văn Lý và Hợp Lý, sau đó các phần đất của tổng Văn Quan nằm tại các xã, huyện khác được Chính phủ trả về cho các địa phương đó để tiện quản lý.
Làng Văn Quan hiện còn đầy đủ các di tích văn hóa, giữ lại được những nét kiến trúc từ nhiều thế kỷ về trước: đình, chùa, nhà thờ.
Đình Văn Quan được xây dựng từ đời vua Tự Đức, năm 1847, là một trong số ít ngôi đình trong huyện Lý Nhân còn nguyên vẹn sau nhiều biến động của lịch sử. Đình đã được UBND tỉnh Hà Nam công nhận là di tích lịch sử nghệ thuật cấp tỉnh năm 2013..
Nhà thờ Văn Quan được xây dựng vào năm 1930 cũng được giữ gìn và tu tạo trong những năm gần đây.